# Stadtbücherei Rees
Die Stadtbücherei Rees ist die kommunale Bibliothek der Stadt Rees.

## Geschichte
Die Stadtbücherei Rees wurde am 22. Februar 1952 unter dem Namen Ortsbücherei Rees als Teil der Kreisbücherei Rees eröffnet. Die Bücherei war zunächst im Rathaus untergebracht. Nach der Auflösung der Kreisbücherei zog sie als Stadtbücherei Rees in ein Ladenlokal am Markt. Ab 1975 wurde das leerstehende denkmalgeschützte Haus Markt 18 zur Bücherei umgebaut. Im August 1977 war der Umbau abgeschlossen und die Stadtbücherei Rees wurde neu eröffnet. Dazu erhielt sie erstmals eine hauptamtliche, fachliche Leitung. Zu diesem Zeitpunkt stellte die Bücherei 17.648 Bücher auf zwei Etagen zur Verfügung. Bis Ende der 1980er Jahre wuchs der Bestand auf über 30.000 Bücher, die pro Jahr über 70.000 Ausleihen erreichten. Mit der Renovierung und dem Umbau des ebenfalls denkmalgeschützten Nachbarhauses konnte die Stadtbücherei 2007 im ersten und zweiten Obergeschoss erweitert werden.

## Gebäude
Das Gebäude der Stadtbücherei wurde zwischen 1860 und 1870 im Stil des späten Klassizismus im Übergang zum Historismus als Wohn- und Bürohaus einer Brauerei errichtet. Das repräsentative zweigeschossige, farbig verputzte Haupthaus besitzt eine symmetrische, fünfachsige Eingangsfassade zum Markt. Die mittige zweiflüglige Eingangstür besitzt ein dreigeteiltes Oberlicht. Über einem sehr niedrigen Mezzaningeschoss befindet sich ein Vollwalmdach mit reich gestuftem, profilierten und auskragenden Traufgesims. Links von dem Wohnhaus schließt sich das ehemalige Betriebsgebäude der Brauerei an, das jedoch um zwei Achsen zurückgesetzt ist. Das dreiachsige, zweieinhalbgeschossige ehemalige Betriebsgebäude wurde in neoklassizistischen Formen erbaut und später verändert. Es besitzt ein Satteldach mit Giebel zum Markt. Da die Gebäudeecken der verputzten Fassade leicht zurückspringen, entsteht der Eindruck einer Lisenengliederung zwischen den Fensterachsen. Die beiden Gebäude sind durch eine schmale Gasse getrennt, über die ein durchfensterter Torbogen führt. Der Schlussstein über dem Bogen trägt die Jahreszahl 1919. Das Wohnhaus war das Elternhaus des niederrheinischen Malers Heinz Scholten (1894–1967), von dem mehrere Werke im Scholten-Zimmer des Städtischen Koenraad-Bosman-Museums ausgestellt sind.

## Angebot
Seit den 1990er Jahren ergänzten zunächst Musikkassetten den Medienbestand der Bücherei, später kamen noch Videos und CDs hinzu. Im Rahmen des durch das Land Nordrhein-Westfalen unterstützten Projekts Multimediale Informationsversorgung hielten 1997 CD-ROMs und ein Zugang zum Internet Einzug in die Stadtbücherei. Seit 2013 nimmt die Bücherei am Onleihe-Verbund Onleihe Niederrhein teil. Neben dem Medienverleih bietet die Bücherei auch Autorenlesungen und andere Veranstaltungen an. Zudem beteiligt sich die Stadtbücherei seit 1992 mit einem Bücherflohmarkt am Stadtfest und seit 2002 organisiert die Bücherei den jährlichen Büchermarkt auf der Rheinpromenade. Seit 2003 organisiert sie den Tom-Sawyer-Preis, einen bundesweiten Schülerschreibwettbewerb, der alle zwei Jahre von der Stadt Rees ausgeschrieben wird.